# Veľká Ves nad Ipľom
Veľká Ves nad Ipľom é um município da Eslováquia, situado no distrito de Veľký Krtíš, na região de Banská Bystrica. Tem 9,21 km² de área e sua população em 2018 foi estimada em 395 habitantes.

## Demografia
| Ano:        | 1994 | 2004   | 2014   | 2024   |
| ----------- | ---- | ------ | ------ | ------ |
| Broj ljudi: | 405  | 423    | 402    | 433    |
| Razlika:    |      | +4,44% | -4,96% | +7,71% |

| Ano:               | 2023 | 2024   |
| ------------------ | ---- | ------ |
| Número de pessoas: | 435  | 433    |
| Diferença:         |      | -0,45% |